# 李光博
李光博（1922年6月16日—1996年7月20日），天津武清人，中国昆虫学专家。1947年毕业于北京大学农学院。1995年当选为中国工程院院士。